# (7873) Böll
(7873) Boll, désignation internationale (7873) Böll, est un astéroïde de la ceinture principale.

## Description
(7873) Boll est un astéroïde de la ceinture principale. Il fut découvert le 15 janvier 1991 à Tautenburg par Freimut Börngen. Il présente une orbite caractérisée par un demi-grand axe de 2,64 UA, une excentricité de 0,11 et une inclinaison de 5,1° par rapport à l'écliptique.

## Compléments